# 米萊西莫之戰
米萊西莫之戰（法語：Bataille de Millesimo）是一場法國大革命戰爭於北義大利爆發的兩場小作戰，由拿破崙·波拿巴指揮的法國「義大利軍團」進攻薩丁尼亞王國與哈布斯堡君主國組成的聯軍。

## 註腳
1. 1 2 3 4  Bodart 1908，第307頁.
2. 1 2 3  Francesco Congnasso: I Savoia, p.497